# Lino Nessi
Lino Nessi (1904 – ?) – piłkarz paragwajski, napastnik (prawoskrzydłowy). Wzrost 162 cm, waga 60 kg.

## Kariera
Nessi wziął udział w turnieju Copa América 1925, gdzie Paragwaj zajął ostatnie, 3. miejsce. Zagrał we wszystkich 4 meczach - dwóch z Argentyną i dwóch z Brazylią.
W następnym roku wziął udział w turnieju Copa América 1926, gdzie Paragwaj zajął 4. miejsce. Nessi wystąpił we wszystkich 4 spotkaniach - z Argentyną, Boliwią, Urugwajem i Chile.
Jako piłkarz klubu Club Libertad wziął udział w turnieju Copa América 1929, gdzie Paragwaj został wicemistrzem Ameryki Południowej. Zagrał we wszystkich trzech meczach - z Urugwajem, Argentyną i Peru (zdobył bramkę).
Był w kadrze narodowej na pierwsze mistrzostwa świata w 1930 roku, gdzie Paragwaj odpadł w fazie grupowej. Zagrał w obu meczach - ze Stanami Zjednoczonymi i z Belgią. Kontuzja w meczu z Belgią zakończyła jego karierę reprezentacyjną, która zaczęła się w 1925 roku.
W 1930 roku Nessi wraz z Libertadem zdobył mistrzostwo Paragwaju.
W reprezentacji Paragwaju występował także jego młodszy brat - Gaspar Nessi.